# Caluso
Caluso és un comune (municipi) de la ciutat metropolitana de Torí, a la regió italiana del Piemont, situat a uns 30 quilòmetres al nord-est de Torí. A 1 de gener de 2019 la seva població era de 7.544 habitants.
Caluso limita amb els següents municipis: San Giorgio Canavese, Candia Canavese, Barone Canavese, Mazzè, Foglizzo, Montanaro i Chivasso.